# Provincia del Pichincha
Pichincha è una provincia dell'Ecuador di 2 576 287 abitanti che ha come capoluogo la città di Quito, la quale è anche capitale dello stato sudamericano. Nel 1822 nella zona della provincia si è combattuta una battaglia (la Battaglia di Pichincha) che è servita per liberare il paese dal dominio spagnolo.
La provincia confina a nord con le provincie di Imbabura e Sucumbíos, a sud con la provincia del Cotopaxi, a nord-ovest con la provincia di Esmeraldas, ad ovest con la provincia di Santo Domingo de los Tsáchilas e a est con la provincia del Napo.
Nella provincia si trovano i vulcani Pichincha e Cayambe, quest'ultimo con i suoi 5790 m s.l.m. è la terza vetta più alta dell'Ecuador.

## Cantoni
La provincia è suddivisa in otto cantoni. Di seguito vengono riportati i cantoni ed il capoluogo del medesimo:
| # | Cantone                  | Capoluogo                |
| - | ------------------------ | ------------------------ |
| 1 | Cayambe                  | Cayambe                  |
| 2 | Mejía                    | Machachi                 |
| 3 | Pedro Moncayo            | Tabacundo                |
| 4 | Pedro Vicente Maldonado  | Pedro Vicente Maldonado  |
| 5 | Puerto Quito             | Puerto Quito             |
| 6 | Quito                    | Quito                    |
| 7 | Rumiñahui                | Sangolquí                |
| 8 | San Miguel de los Bancos | San Miguel de los Bancos |